# Punt de McBurney

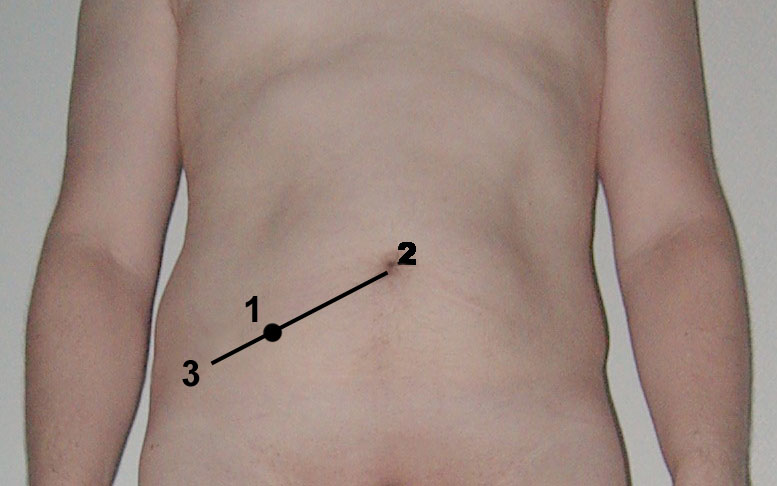
El punt de McBurney (1) es localitza a dos terços de la distància entre el melic (2) i la espina ilíaca anterosuperior dreta (3).

El  punt de McBurney  es troba en la línia que uneix l'espina ilíaca anterosuperior dreta amb el melic, a una distància respecte al melic equivalent a dos terços de la distància entre el melic i l'espina ilíaca. És especialment sensible a la pressió en casos d'apendicitis.
| « | La seu del major dolor, determinat per la pressió d'un dit, es pot trobar amb prou precisió entre una polzada i mitja i dues polzades des de l'espina anterior de l'Ílium en una línia recta traçada des de l'espina fins al melic | » |

Per la seva part el signe de McBurney, fa referència al dolor generat per la palpació del lloc ja descrit anteriorment. És una troballa sensible que fa pensar en apendicitis.